# Lucía Garibaldi
Lucía Garibaldi (Montevideo, 1986) es una directora de cine y guionista uruguaya.

## Biografía
Nació y creció en el barrio Prado, junto a sus dos hermanos Bruno y Germán Garibaldi. Realizó la secundaría en el Liceo Francisco Bauzá. 
Al terminar el liceo, ingresó en la Instituto Escuela Nacional de Bellas Artes, escuela que abandonó al año debido, según relata en entrevistas a diferentes medios, porque “había demasiadas disciplinas” y ella quería enfocarse en el cine.
En 2006 ingresó en la Escuela de Cine del Uruguay, de la que egresó en 2010.
Como estudiante y licenciada en realización cinematográfica, trabajó como camarógrafa, editora y guionista.
Entre sus primeras obras se encuentran los cortos Colchones en 2009 y Mojarra en 2012. También, dirigió el videoclip Antenas rubias (2012) de Buenos Muchachos y el multipremiado largometraje Los tiburones en 2019.

## Filmografía
- 2009, Colchones
- 2012, Mojarra
- 2019, Los tiburones.[9]

## Premios y distinciones
Festival Internacional de Cine de San Sebastián
| Año  | Categoría                   | Película      | Resultado |
| ---- | --------------------------- | ------------- | --------- |
| 2018 | Premio Cine en Construcción | Los tiburones | Ganadora  |
| 2018 | Premio Film factory         | Los tiburones | Ganadora  |

- 2012, Mojarra, Mejor Cortometraje Nacional, Festival de la Pedrera.
- 2019, Premios Graffiti Antenas Rubias, Mejor Video Clip.
- 2019, Premio a Mejor Dirección en el Festival Sundance.[11]
- Premio a Mejor Actriz, Libreto y Premio Especial del Jurado del Festival de Cine de Guadalajara.
- Grand Premio Coup de Coeur del Festival de Toulouse en Francia.
- Premio Especial del jurado y la distinción de la Federación de Escuelas de Imagen y Sonido de Latinoamérica (FEISAL), en BAFICI de Argentina.[12]